# Короткочасна пам'ять

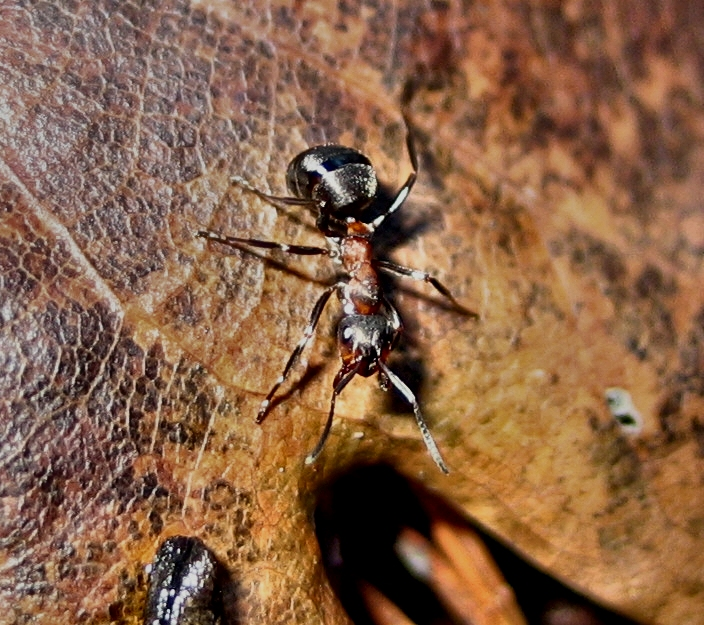
Мурашки здатні запам'ятовувати і передавати інформацію обсягом до 7 біт. Правило Міллера.

Короткоча́сна па́м'ять — це вид пам'яті, що характеризується дуже коротким збереженням після одноразового сприйняття і миттєвим відтворенням.
Час зберігання інформації в ній — від 15 до 30 сек. Ця пам'ять зберігає те, на що спрямована увага людини і не має різновидів за модальністю. Обсяг короткочасної пам'яті обмежений. Дослідження показали, що в ній можуть одночасно утримуватися лише 7 ± 2 (правило Міллера) структурних одиниць. Ними можуть бути як окремі літери, так і слова, речення, тому для продуктивного використання цього виду пам'яті важливим є вміння структурувати матеріал. Короткочасна пам'ять забезпечує константність образу, що сприймається та обслуговує розуміння, мислення. Вона дозволяє управляти тривалістю збереження слідів за допомогою повторення.

## Фізіологія короткочасної пам'яті
Короткочасна пам'ять існує за рахунок тимчасових паттернів нейронних зв'язків, що виходять з областей фронтальної (особливо дорсолатеральної, префронтальної) і тім'яної кори. Сюди потрапляє інформація з сенсорної пам'яті.

## Роль короткочасної пам'яті
Роль короткочасної пам'яті полягає в узагальненні, схематизації отриманої інформації, через неї ця інформація надходить на довготривале зберігання. Роль короткочасної пам'яті цим не обмежується. Саме її властивості виявляються в момент прийняття рішень, оскільки тут відбувається безпосереднє звірення інформації, що надходить ззовні і з довготривалої пам'яті, і виноситься рішення про правильність гіпотези, висунутої на основі відомостей, отриманих та накопичених при навчанні.
Обмежений обсяг короткочасної пам'яті служить додатковим стимулом узагальнення інформації. Чим більш узагальнена інформація надходить з довготривалої пам'яті, тим більше її може вміститися в короткочасній пам'яті і тим складніше рішення може прийматися людиною.

## Дослідження і гіпотези
Існують гіпотези про те, що короткочасна пам'ять спирається переважно на акустичний (вербальний) код для зберігання інформації та в меншій мірі на зоровий код. У своєму дослідженні Р. Конрад (1964) показав, що досліджуваним важче згадувати набори слів, які акустично подібні.
Сучасні дослідження комунікації мурах довели, що мурашки здатні запам'ятовувати і передавати інформацію обсягом до 7 біт. Більш того, продемонстровано вплив можливого групування об'єктів на довжину повідомлення та ефективність передачі,.